# 5244 Amphilochos
5244 Amphilochos este o planetă minoră (asteroid), cu un diametru de 36,689 km, din Asteroid troian al lui Jupiter. A fost descoperită pe 29 septembrie 1973 la Observatorul Palomar de Cornelis Johannes van Houten. 
Obiectul prezintă o orbită caracterizată de o semiaxă mare de 5,1735921 UAi, o excentricitate de 0,027, o înclinație de 6,15543 ° în raport cu ecliptica.